# 美杜莎号护卫舰
美杜莎号是普鲁士海军建造的宁芙级护卫舰的二号舰，得名于希腊神话人物美杜莎。作为19世纪60年代普鲁士大规模造舰计划的一部分，该舰于1862年2月开始在但泽王国船厂铺设龙骨，1864年10月下水，至1865年9月交付使用。为了能在海外长期部署，美杜莎号的设计结合了蒸汽和风帆动力以扩大航程，并装备有十门36磅和六门12磅滑膛炮。
美杜莎号在服役生涯中曾进行过两次重大的海外巡航，第一次是在1867－1868年的克里特人反抗奥斯曼统治期间前往地中海。第二次航程更长，从1868年持续到1871年，主要以东亚为中心活动。在那里，它于戊辰战争的最后阶段保护在日德国人，协助打击中国海盗，并访问了多个港口示旗。1870年普法战争爆发后，美杜莎号因法国分舰队封锁港口而被困日本横滨；因此，它在冲突期间没有参与任何行动。1872年回到统一的德国后，该舰被改装成一艘训练舰，并在接下来的八年里都以此身份服役。在此期间，它曾多次开展训练巡航，既有在波罗的海，也有前往北美洲、中美洲、南美洲以及地中海的长途航行。1870年代中期，该舰还协助监视巴尔干半岛的紧张局势，并协助确保了一名德国外交官在萨洛尼卡遇刺后获得赔偿。到1880年，美杜莎号已经损耗严重，需要接受彻底检修，军方遂决定将其退役，并作废船使用，直至1891年出售报废。

## 设计
两艘宁芙级护卫舰是在普鲁士王国面临两次危机的背景下订购的。丹麦于1861年开始扩充其海军力量，普鲁士人担心倘若对方试图用武力解决石勒苏益格-荷尔斯泰因问题，规模较小的普鲁士舰队将绝望地处于劣势。同年3月，时任普鲁士海军部兼战争部长的阿尔布雷希特·冯·罗恩发布了一项舰队计划，要求除了大量其他舰种外，还需要十二艘蒸汽护卫舰，以便为可能与丹麦发生的冲突做好准备。第二次危机是普鲁士因罗恩扩大和改革普鲁士陆军的计划而引发的宪政危机，对他的普遍敌意导致普鲁士议会拒绝为海军计划拨款。尽管如此，普鲁士海军依然在没有合法预算的情况下运作，并于7月23日强行订购了两艘宁芙级舰只。该级舰的设计工作于1861年完成，并于次年开始动工。
美杜莎号的水线长和全长分别为58.54米和64.90米，有10.2米的舷宽以及3.92米的前吃水和4.47米的后吃水；其设计排水量为1,085吨，满载时则可达1,202吨。标准船员编制为14名军官和176名水兵。该舰由英国约翰·佩恩父子公司生产的一台卧式两缸单胀往复式蒸汽机提供动力，用以驱动一副直径为3.64米的双叶螺旋桨。蒸汽则由两座燃煤箱型火管锅炉供应，这使得它在800匹指示馬力（600千瓦特）额定功率下的最高航速可达12節（22每小時），并且能够以相同的速度连续航行1,250海里（2,320）。为了在煤炭可能稀缺的海外长期部署时作为蒸汽机的辅助动力，美杜莎号还配备有一套总帆面积为1,500平方米的全帆装索具。
美杜莎号装备有十门36磅（1,100发）和六门12磅（720发）滑膛炮作为主炮，全数架设在舷侧。自1869年起，它们先是被十七门、后为十九门120毫米23倍径后膛式箍炮所取代。这些火炮共配备1,900发弹药，最大射程为5,900米。而在运用生涯后期担任教学舰期间，美杜莎号的武器则仅保留为九门箍炮。

## 历史
订购美杜莎号是由普鲁士海军于1861年自行决定的，并于同年7月23日在动工前便根据海军部的命令确定了舰名，而当时五艘较大的阿科纳级护卫舰尚未完成交付。它被普鲁士海军被归类为“平甲板护卫舰”，特指火炮（不同于盖甲板护卫舰）是以开放式架设在上甲板的护卫舰。其龙骨于1862年2月6日在但泽的王国船厂铺设，但由于普鲁士议会与时任战争部长兼海军部长罗恩的之间的预算争议，工程进展缓慢。此外，海军也希望吸收稍早前动工的姊妹舰宁芙号的建造经验。这些问题在1864年初爆发的第二次石勒苏益格战争中被搁置一边，因为普鲁士人亟需新的军舰来对抗实力显著更强的丹麦舰队。美杜莎号于1864年10月20日下水，但战事十天后便告结束。舾装工序随即展开，使该舰得以于1865年9月15日准备好海试。海试在但泽至斯维讷明德间进行，并一直持续到月底。

### 第一次海外部署
普鲁士海军曾计划派美杜莎号远征北极点，但因普奥战争的爆发而被迫放弃，该舰便维持停运状态直至1866年。它于1867年4月10日才正式入役；随后于5月15日至22日进行了更多的海试，继而投入一直持续到8月25日的例行训练。这些训练有时会与盖甲板护卫舰赫塔号同行，并载客接送参加第十四届福音教会会议的人士，以宣传普鲁士舰队。1866年克里特叛乱爆发后，此时的北德意志邦联海军决定向地中海派遣一个分舰队，以保护德意志各邦在该岛及其周边地区的利益。美杜莎号、赫塔号和炮舰闪电号被编入该部队。在它们出发之前，美杜莎号配备了一个实验烤箱，以便船员们在部署期间能够烘烤新鲜面包，提高口粮质量，而不是完全依赖压缩饼干。三艘舰于1867年9月14日离开基尔；行程首站是英国的朴茨茅斯，为的是将一批船员运往刚刚在当地交付的新铁甲舰王储号。在外派船员将王储号带回德国后，美杜莎号、赫塔号和闪电号继续驶向地中海。
10月下旬，美杜莎号和闪电号抵达克里特岛，加入一支国际分舰队，以保护当地希腊平民免受奥斯曼军队的侵犯，但它们的存在的必要性很快就结束了。北德意志邦联总理奥托·冯·俾斯麦在法国巴黎发起了一次列强会议，以避免克里特岛爆发更广泛的战争。12月8日，三艘北德舰只在奥斯曼帝国的士麦那会合，由分舰队司令、海军上校爱德华·黑尔特登上美杜莎号前往君士坦丁堡拜访奥斯曼政府。这是由于达达尼尔海峡和马尔马拉海当时对大型外国军舰关闭，黑尔特无法搭乘旗舰赫塔号通行。1868年1月12日至24日，美杜莎号开始了爱琴海之旅。由于与法国的紧张局势加剧，北德派驻地中海的分舰队于2月16日被召回。美杜莎号先是在埃及的亚历山大港停留，然后才动身回国。它于4月中旬抵达基尔，并计划立即重新装备以部署到东亚，但预期的任务被取消，该舰于5月15日在基尔停运。

### 第二次海外部署
美杜莎号于1868年8月20日重新投运，并一度被转移到但泽，但至9月25日又回到基尔。在此期间，它曾受命前往协助在奥胡斯附近搁浅的俄国巡防舰亚历山大·涅夫斯基号，但在抵埗之前便被召回，因对方已明确无法救援。该舰于10月20日启程前往海外执行长途巡航。12月15日，它抵达巴西的里约热内卢，并受到佩德罗二世皇帝的登舰访问。在巴西度过圣诞节和元旦后，美杜莎号于1869年1月3日继续航行，穿越印度洋，至2月14日抵达圣保罗岛。它进一步航行到荷属东印度群岛的巴达维亚，在那里遇到了悬挂不来梅旗的全帆装船阿德勒号（Adele），后者正遭受火灾，且火势严重。美杜莎号遂将阿德勒号拖曳至新加坡，船员们可以从那里回国。

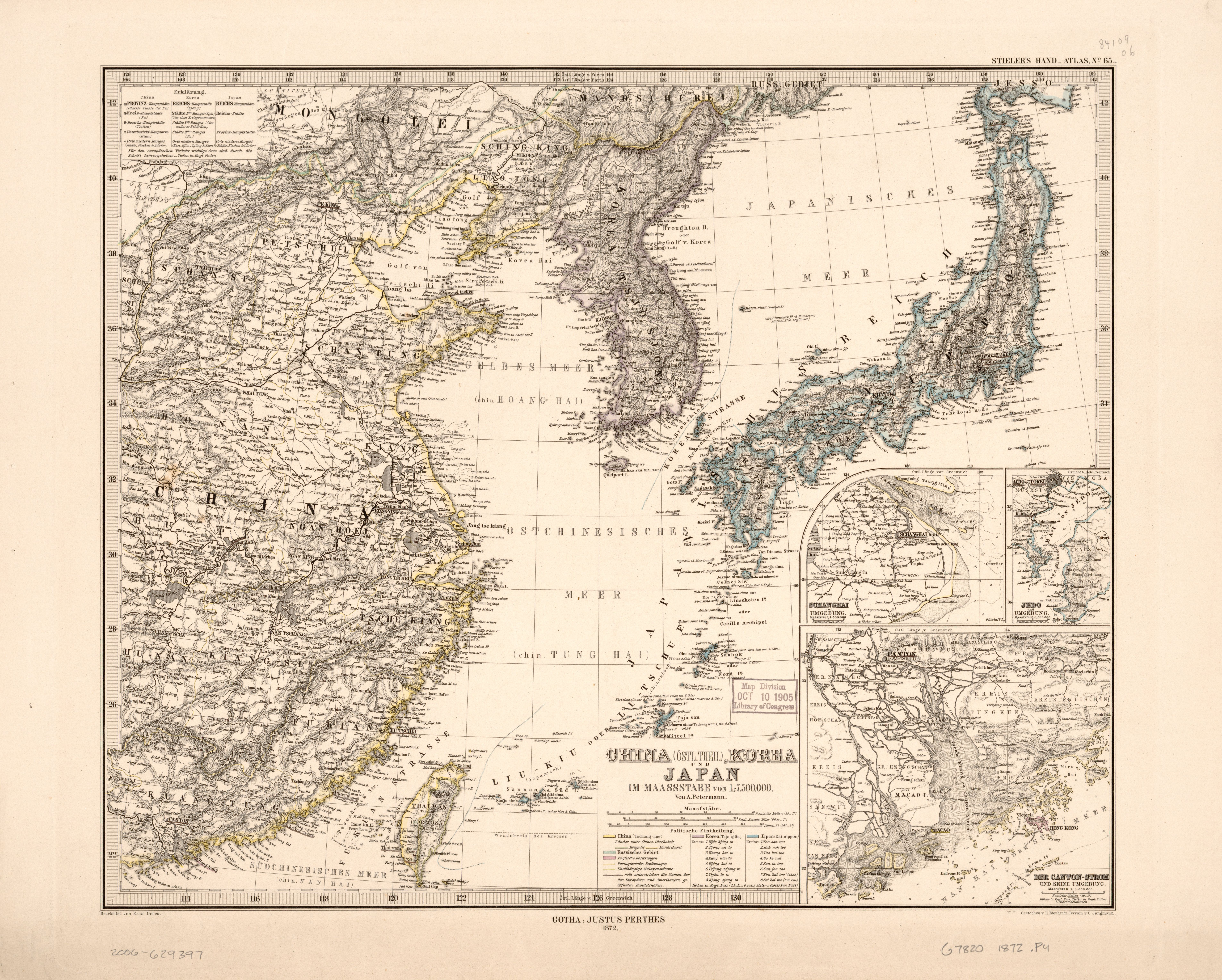
德国人于1872年绘制的东亚地图

美杜莎号抵达新加坡后，海军部于1867年下令建立的东亚驻地终于得以启用，并由美杜莎号舰长、海军少校马里努斯·施特鲁本担当首任驻地司令。除了维护北德意志邦联的政治和商业利益外，该舰的首要任务是寻找一个合适的地点建立可供德国军舰使用的加煤站；为此它考察了马来半岛东岸关丹附近的布莱尔湾、台湾与日本之间的琉球群岛，以及朝鲜海峡入口处长崎以西的五岛群岛。回到新加坡后，美杜莎号收到北德驻日公使马克斯·冯·巴兰德的消息，称日本人开始迫害居住在该国的基督徒，它有必要到场行使保护职责。该舰遂于1869年5月16日离开新加坡，途经香港短暂停留，并参与了将普鲁士驻港领事馆变更为“北德”领事馆的工作，然后继续前往日本。美杜莎号于6月初抵达函馆，其船员在当地目睹了前普鲁士护卫舰但泽号被摧毁的过程——该舰此前已被售予德川幕府，并更名为回天号（「回天丸」）。
美杜莎号随后航行到横滨，进而抵达江户，于8月19日加入了一个国际舰队，目的是向当时正值戊辰战争尾声的日本明治政府施压，以镇压对该国欧洲人的袭击，并开放更多的日本港口通商。美杜莎号是舰队中吃水较浅的舰艇之一，得以靠近岸边锚泊，紧邻日本铁甲舰东舰。第二天，谈判顺利完成，美杜莎号驶回横滨。然而它在途中遭遇台风，并因一艘三桅帆船被强风吹撞而来导致严重受损。风暴期间，美国的小型风帆战船爱达荷号也遭到严重破坏，美杜莎号前往援助；其船员的义举受到了时任美国总统尤利西斯·格兰特的褒奖。美杜莎号一直在横滨接受维修直到10月下旬。
完成修复后，美杜莎号应北德驻华公使的要求，被派往中国海域与英国军舰合作打击袭击欧洲商船的中国海盗。事件的起因是一艘北德三桅帆船阿彭拉德号（Apenrade）满载着茶叶从中国驶向纽约，却在澳门附近遭到一艘海盗船的袭击。美杜莎于1869年11月15日前往当地追捕海盗；到达阿彭拉德号时，德国人发现船长受伤、一名水手丧生，但船上的大部分货物都仍然保留，因为海盗们被另一艘船的靠近吓跑了。阿彭拉德号回到澳门，美杜莎号则展开搜寻，同行的还有一艘葡萄牙炮舰、一艘美国炮舰和两艘中国炮舰。葡萄牙炮舰捕获了这艘戎克船，将其击沉，并将海盗船员带到广州接受审判和处决。在搜寻过程中，美杜莎号则发现并逮捕了另一群海盗，他们最近袭击了一艘英国帆船。施特鲁本少校还向柏林发送了一份报告，建议北德邦联应效仿其他国家，在珠江三角洲地区长期部署炮舰，以协助打击海盗。结果，赫塔号被派出追随其步伐。
美杜莎号此后一直驻留在香港直至1870年1月底，继而前往曼谷，出席已故暹罗国王蒙固的丧礼，并协助一艘在湄公河上被撞沉的德国商船进行赔偿调解。4月10日，美杜莎号离开曼谷，在返回香港的途中在西贡停留；该舰的发动机发生了严重事故，迫使它停在港口修理。一名伤势严重的船员则在当地由一艘法国商船载回法国土伦接受治疗。由于在西贡无法修理发动机，美杜莎号只得启程前往横滨，并依靠风帆航行。它于7月23日抵达那里，与被派来增援东亚驻地的赫塔号会合，并由后者的时任舰长、海军上校海因里希·科勒尔接任驻地司令。在横滨停留期间，美杜莎号的军官们于8月15日在同样驻泊在当地的一艘法国铁甲舰上参加了“拿破仑日”的庆祝活动，双方都对一个月前爆发的普法战争毫不知情。此后不久，一艘美国轮船才带着战争状态的消息抵达，法国的远东分舰队遂在港口对北德舰船实施封锁。此举虽然阻挡了两艘德舰的作战行动，但反过来也牵制住了法国分舰队，使其无力分身袭击德国商船。尽管如此，两舰的“不作为”仍然在德国国内受到了部分批评。
在封锁期间，美杜莎号的发动机得到了修复，并直到战争结束后才离开横滨，于1871年4月2日收到返回此时已统一的德国的命令。完成整备后，该舰于4月中旬启程向南航行，横渡印度洋，然后绕过好望角，向北穿越大西洋，最终于8月26日抵达基尔。在那里，它于10月10日退役前接受了彻底检查；由于基尔的帝国船厂尚不具备该舰的保养能力，因此它至1872年8月被转移到但泽进行彻底的检修，并被改装成一艘培训见习水兵的训练舰。

### 后续运用
1875年3月15日，美杜莎号重新投运，并迎来首批见习水兵登舰。它在波罗的海进行了一次短暂的训练巡航，相继到访挪威和瑞典的港口。8月底，该舰开启前往南美洲和西印度群岛的大规模长途训练巡航；行程的首站包括巴西的桑托斯和乌拉圭的蒙得维的亚。随后，美杜莎号向北航行到巴巴多斯，于1876年1月9日抵达。在那里，该舰收到了帝国海军部的密令，指示它以搜捕逃兵为名，离开西印度群岛前往葡萄牙的里斯本。事实上，由于巴尔干地区爆发反对奥斯曼统治的骚乱，德国政府希望派出一艘可用的军舰，而不是让主力舰队内的成员提前投运。此举将使美杜莎号更为接近地中海，且无需公开表明德国打算对局势作出反应。在前往里斯本的途中，舰上的船员进行了密集的武器训练，为必要时使用武力的敌对行动做好准备。
美杜莎号于1876年2月中旬抵达里斯本，3月16日又被发往西西里岛的墨西拿，并在那里收到进一步的指令，立即前往当时属于奥斯曼帝国的萨洛尼卡，因德国和法国总领事均在当地遇害。当美杜莎号于5 月15日抵达萨洛尼卡外海时，其他国家的许多军舰已经集结在那里；它使数量增加到29艘，但最初仅是阵中唯一的德国军舰。该舰的时任舰长、海军少校保罗·齐尔措率领一支分遣队上岸参加领事的葬礼，并与萨洛尼卡的奥斯曼政府谈判，要求对遇刺案进行赔偿。例行启用的德国主力舰队则于5月22日在海军少将卡尔·费迪南德·巴奇的指挥下，携铁甲舰皇帝号、德国号、王储号、腓特烈·卡尔号以及通报舰波美拉尼亚号从威廉港出发，至6月25日抵达萨洛尼卡。美杜莎号因此得以于7月中旬撤出任务，并于整个8月都在地中海巡航，以完成其水兵培训职责。它于9月21日返抵基尔，九天后就地停运。
1877年4月4日，美杜莎号重新投运，开始新一年的训练日程。从4月到7月初，它都在波罗的海巡航，其中包括访问瑞典港口，然后返回母港开始准备海外长途拉练。该舰于7月27日启航，再次前往南美洲和中美洲水域。美杜莎号先是南行来到里约热内卢，继而北至丹属西印度群岛的圣托马斯，于1878年1月6日至2月16日期间在当地逗留。它从那里接到命令前往尼加拉瓜与盖甲板护卫舰伊丽莎白号会合，以解决“艾森施图克事件”；该舰进一步去到巴拿马的科隆，并派出一名军官上岸，循陆路调查尼加拉瓜的军事局势。4月16日，美杜莎号被转移到尼加拉瓜的北圣胡安。由于德国的要求得到了满足，该舰得以于两天后在不使用武力的情况下继续训练之旅，并在经停了几个美国港口后返德。它于9月25日抵达基尔，28日按计划停运。
美杜莎号于1879年4月1日最后一次获委派投运执行训练计划。5月至6月，它按标准惯例在但泽周边的波罗的海进行了一次短途巡航。其大西洋之旅始于7月15日，该舰在这年访问了北美和南美东岸的众多港口，北至加拿大的哈利法克斯，南抵阿根廷的布兰卡港。随后，美杜莎号又先后依次造访了安的列斯群岛以及委内瑞拉的拉瓜伊拉和卡贝略港。继1880年5月在美国的诺福克和7月中至8月中在哈利法克斯停留后，它再次横渡大西洋，于9月10日返抵基尔，至当月30日按计划停运。经基尔帝国船厂的初步检查显示，美杜莎号只有在接受彻底的基础性维修后才能继续运用。因此它被转移到但泽，在那里通过仔细检查明确了修复工作不再值得。该舰遂于1881年4月5日正式从海军名录中除籍，进而充当废船使用，直至1891年才出售并拆解报废。